# Стопаджията (филм, 1986)
„Стопаджията“, срещан и като „Автостопаджията“, (на английски: The Hitcher) е американски пълнометражен игрален филм от 1986 г. на режисьора Робърт Хармън, по сценарий на Ерик Ред. В лентата участват Рютгер Хауер, Си Томас Хауел и Дженифър Джейсън Ли.
Произведението представлява кървава история между хитър и обигран психопат, пътуващ на автостоп, и млад неопитен шофьор. Двамата започват игра на живот и смърт по пустите магистрали на Америка. През 2003 г. филмът има продължение, където ролята на убиеца е изпълнявана от актьора Гари Бъзи, а в римейка на лентата от 2007 г. дадения персонаж е представен от актьора Шон Бийн.

## Сюжет
Внимание:  Текстът по-долу разкрива сюжета на произведението (или части от него)!
Джим Холси доставя кола от Чикаго за Сан Диего. Той качва Джон Райдър, който му признава, че убива хората, които го взимат на стоп и предизвиква момчето да го спре. Младежът съумява да се измъкне от убиеца и между двамата започва преследване по пустите магистрали.
Райдър убива няколко пътници, докато Холси се опитва да се свърже с полицията по телефона. Накрая в едно крайпътно заведение момчето успява да се обади. В заведението младежът се запознава с Неш. Полицаите идват и арестуват Холси, натопен от Райдър, мислейки си, че той е истинският психопат. Момчето е отведено в участъка и престоява за малко в килията, която изненадващо е отключена. Отвън вижда, че всички охранители са мъртви и избягва. Успява да плени двама офицера и чрез тях се свързва с капитан Естеридж, който съветва младежа да се предаде. Неочаквано Райдър се появява и застрелва двамата полицаи.
Холси стига пеш до друго заведение, където неволно се среща със своя преследвач, който му оставя няколко патрона за незаредения пистолет на младежа. Сащисаното момче се качва в автобус. Там моли Неш за помощ. Момичето измъква набедения убиец от мушката на двама разгневени полицаи. Наш и Холси избягват с полицейска кола. Те са преследвани и обстрелвани от два автомобила, които се разбиват. После от хеликоптер, свален от наблюдаващия преследването Райдър. Двамата младежи изоставят колата и отсядат в скромен мотел. Скоро Райдър отвлича Неш от стаята и я завързва между два камиона. Холси е откаран от капитан Естридж да преговаря с убиеца, но Райдър убива заложника си.
Психопатът е задържан, но Холси има чувството, че престъпникът ще се измъкне, затова тръгва към затворническия бус. Психопатът убива охраната и се нахвърля върху момчето. Младежът се измъква, но е приклещен от изстрелите на беглеца. Холси успява да прегази своя съперник и след това да го доубие със собствената му пушка.

## Актьорски състав
| Актьор               | Персонаж    | Име в оригинал         | Кратко описание                    |
| -------------------- | ----------- | ---------------------- | ---------------------------------- |
| Си Томас Хауел       | Джим Холси  | Jim Halsey             | Млад шофьор.                       |
| Рютгер Хауер         | Джон Райдър | John Ryder             | Психопат и ловък убиец.            |
| Дженифър Джейсън Лий | Неш         | Nash                   | Сервитьорка в крайпътно заведение. |
| Джефри Демън         | Естеридж    | Esteridge              | Капитан на местната полиция.       |
| Джон Джаксън         | Стар        | Starr                  | Сержант.                           |
| Били Грийнбъш        | Донър       | Donner                 | Ефрейтор.                          |
| Джак Тибоу           | Престън     | Prestone               | Ефрейтор.                          |
| Армин Шимерман       |             | Interrogation Sergeant | Разпитващ сержант.                 |
| Джийн Дейвис         | Додж        | Dodge                  | Ефрейтор.                          |
| Джон Ван Нес         | Хапскоб     | Hapscomb               | Ефрейтор.                          |
| Хенри Дароу          | Хенкок      | Hancock                | Ефрейтор.                          |
| Тони Ипър            | Конърс      | Conners                | Ефрейтор.                          |

## Критика
Кинопродуктът прилича повече на някакъв вид алегория и се отдалечава доста от реалистичния начин на предаване на киноисторията. В лентата присъстват множеството ситуации, на които не може да се даде разумно обяснение. Образът на Хауер – масов убиец, надарен почти със суперсили, прилича на някаква халюцинация на главния персонаж. Вместо да се наблегне повече внимание на връзката между преследвача и преследвания, филмът разчита най-вече на редицата кървави сцени и безсмисленото насилие. „Стопаджията“ напомня за други филмови произведения като „Дуел“ и „Нощта на ловеца“.

## Издание на DVD
Филмът излиза на ДиВиДи през на 8 юни 1999 г.